# فينيقيا تحت الحكم الآشوري
وقعت فينيقيا تحت الحكم الآشوري في عدة مناسبات خلال الإمبراطورية الآشورية الوسطى (1392-1056 ق.م.) والإمبراطورية الآشورية الحديثة (911-605 ق.م.)، وهي المنطقة التي تُعرف اليوم بلبنان وسوريا الساحلية.
كان جنوب كنعان (فلسطين والأردن) مأهولاً بعدد من البلاد السامية التي تتحدث اللغات الكنعانية، وهي مملكة إسرائيل ويهوذا وعمون وإدوم وموآب والسوطيون والعمالقة. بالإضافة إلى ذلك، هاجر الفلستيون إلى هذه المنطقة من بحر إيجه، وهم شعب غير سامي يتحدث اللغات الهندية الأوروبية. كان شمال كنعان (لبنان والساحل السوري ومحافظة ها تاي التركية في المصطلحات الحديثة) مأهولاً أيضاً بالشعوب الناطقة بالكنعانية، الذين اندمجوا في دويلات مدن مثل صور وصيدا وبيريتوس وأرواد وتل كزل وترشيش. أُطلق مصطلح فينيقيا على هذه المنطقة، لكنه كان مصطلح يوناني لاحق ولم يستخدم خلال الفترة الآشورية.
كانت المنطقة إلى الشرق، (المناطق الداخلية في سوريا الحديثة في المصطلحات الحديثة، باستثناء الشمال الشرقي الآشوري)، مأهولة منذ القرن الرابع والعشرين قبل الميلاد من قبل الأموريين الناطقين بالكنعانية، وبالإبليين الناطقين باللغات السامية الشرقية لفترة من الوقت أيضاً، وبالتالي فإن الكثير من هذا كانت المنطقة تُعرف باسم أرض أمورو. ومع ذلك، فمنذ القرن الثاني عشر قبل الميلاد ظهرت مجموعة سامية جديدة، في شكل الآراميين، وبحلول أواخر القرن الحادي عشر قبل الميلاد عُرفت هذه المنطقة باسم أراميا/آرام وعابر ناري وحملت هذا الاسم خلال الفترة الأخيرة من الإمبراطورية الآشورية الوسطى، الإمبراطورية الآشورية الحديثة، الإمبراطورية البابلية الحديثة والإمبراطورية الأخمينية. مصطلح سوريا هو في الواقع اسم هندي أناضولي يعود إلى القرن العاشر قبل الميلاد في إشارة إلى آشور، وقد طبقه اليونانيون بعد قرون خلال الإمبراطورية السلوقية (311-150 ق.م.) ليس فقط على آشور نفسها ولكن أيضاً على جزء كبير من بلاد الشام (طالع أصل كلمة سوريا).
أدى تقدم الجيوش الآشورية العاتية في أغلب الأحيان إلى تبعية هذه الدول. وبالمثل، قاد أي انشغال طويل إلى تمرد، وكان غالباً بدعم أحد خصوم آشور الكثيرين. والنتيجة هي أن العديد من ملوك آشور أطلقوا حملات لإخضاع هذه المناطق ذات الأهمية الاقتصادية للحكم الآشوري. وكان التمرد الذي يلي هجوم الملك يؤدي إلى الهجوم الانتقامي التالي لخليفته. وقد حدث التمرد ذات مرة عندما توقفت صور عن دفع الجزية للملوك الآشوريين.

## خلفية تاريخية
كانت معظم الأراضي المعروفة اليوم باسم سوريا ولبنان تحكمها دول مدن مستقلة ناطقة باللغة الكنعانية، قبل صعود الإمبراطورية الآشورية الحديثة في أواخر القرن العاشر قبل الميلاد. منحت التجارة القائمة بين هذه المدن ومدن البحر المتوسط بعض هذه المدن ثروة كبيرة.
حول الآشوريون انتباههم إلى ساحل شرق البحر المتوسط خلال الإمبراطورية الآشورية الوسطى، بعد اكتسابها السيادة على جزء كبير من الشرق الأدنى القديم وآسيا الصغرى على حساب الإمبراطورية الحيثية، وحوري ميتاني، والإمبراطورية المصرية، وبابل، وفريجيا. غزا تغلث فلاسر الأول (1115-1077 ق.م.) المنطقة واحتل الدول الكنعانية الفينيقية في جبيل وصور وصيدا وسميرا [الإنجليزية] وبيريتوس (بيروت) وأخيراً أرواد. ومع ذلك، دخلت آشور في فترة من التراجع النسبي بدءاً من 1055 قبل الميلاد فصاعداً، وتقلصت أراضيها بشكل كبير، وعلى الرغم من تسجيل قيام أحد الملوك الآشوريين بحملة في المنطقة في أواخر القرن العاشر قبل الميلاد، فإن آشور خسرت فينيقيا تماماً.
اعتلى الملك أداد نيراري الثاني (911-891 ق.م.) العرش وبدأ على الفور في تعزيز مناطق آشور ومعاقبة التابعين المتمردين، مما أدى إلى ظهور الإمبراطورية الآشورية الحديثة. بعد وفاة أداد نيراري الثاني، بدأ توكولتي نينورتا الثاني (890-884 ق.م.) بالتوسع ضد أعداء آشور في الشمال والشرق في آسيا الصغرى وإيران القديمة. كان التوسع في الشمال يعني أن الملك الآشوري التالي، آشور ناصربال الثاني (883-859 ق.م.) كان في وضع يسمح له بتوسيع نفوذ آشور السياسي والعسكري بشكل كبير خارج بلاد ما بين النهرين. حول آشور ناصربال الثاني انتباهه نحو الغرب، إلى أرض الفينيقيين، بعد سحق ثورة مدينة سورو، وغزو بلاد الشام وهزيمة الملك الآرامي لبيت عديني وتشويه المتمردين الآخرين بلا رحمة على طول نهر دجلة العلوي،

## حملات شلمنصر الثالث 858-824 ق.م
كان شلمنصر ابن آشور ناصربال الثاني، قد بذل الكثير من جهده في القتال والتوسع باسم آشور على خطى والده. ومع ذلك، وعلى الرغم أنه قام بحملاته لمدة 31 عاماً من 35 عاماً قضاها على العرش، فقد قوبلت وفاته بأحلام غير محققة وفي نهاية المطاف صراع أهلي وفترة قصيرة أخرى من عدم الاستقرار داخل الإمبراطورية. وبدأت امدن الآرامية والكنعانية بالتمرد مرة أخرى وفي 853 ق.م. قاد شلمنصر الثالث جيشاً لعبور الفرات إلى شمال آرام. واستولى على حلب، ثم واجه تحالفاً من البلاد الآرامية والكنعانية في سهول وسط سوريا، بما في ذلك القوات التي أرسلها الملك آخاب ملك إسرائيل. كانت نتيجة المعركة على الأرجح غير حاسمة بالنسبة لشلمنصر الثالث، على الرغم من إعادة بعض البلدان التابعة إلى حكمه، وبعد ذلك قام بحملة في ثلاث مناسبات أخرى ضد خصومه في 849، 845 و838 ق.م، واحتل الكثير من أراضي الشرق. وفشل في الاستيلاء على دمشق لكنه دمر جزءاً كبيراً من أراضيها. ومع ذلك، حصلت العديد من المدن الفينيقية حصلت على استراحة من الهجمات الآشورية في عهد شمشي أدد الخامس والملكة الوصية سميراميس.
أثبت أداد نيراري الثالث أنه ملك قوي. ومن أعماله حصار دمشق في زمن بن هدد الثالث في 796 ق.م، مما أدى إلى أفول مملكة دمشق الآرامية وسمح بعودة مملكة إسرائيل تحت حكم يوآش (الذي دفع الجزية للملك الآشوري في هذا الوقت) ويربعام الثاني.

## حملات تغلث فلاسر الثالث 745-727 ق.م
انتشل تغلث فلاسر الثالث الإمبراطورية الآشورية من فترة القلاقل التي دخلتها بعد وفاة أداد نيراري الثالث في 783 ق.م، مما أثار خوف أعداء آشور. وشملت إصلاحاته في الإدارة والجيش إقامة جيش دائم (مما سمح بحملات واسعة النطاق وحرب حصار)، وخطوط اتصال أكبر وإمدادات الخيول والمعادن والنبال وغيرها من ضرورات الحرب. مع تعيين موظف آشوري مسؤول عن الإشراف وضمان الحفاظ على المصالح والجزية الآشوريةعند الاستيلاء على منطقة جديدة.
وبهذه الحملات النشطة، كانت بلاد الشام والعديد من المدن الفينيقية محكوماً عليها بفقدان استقلالها مرة أخرى أمام الجيوش الآشورية الوحشية والفعالة.
قاد تغلث حملة ضد خصومه الشماليين في لأورارتو، بعدما تولى أمر القبائل الكلدانية والسوتيانية المزعجة التي هاجرت إلى بابل جنوباً، وأعاد تأكيد تبعية بابل لآشور، كانت أورارتو توسع نفوذها في شرق البحر المتوسط من خلال اقتطاع عدد من البلدان التابعة على طول الهلال الخصيب وجنوب كنعان. وبالتالي، خدمت حملات تغلث ضد آرام وكنعان مساعيه في حربه ضد أورارتو.
دعت الدول التابعة في شمال سوريا قوات أورارتو لحمايتهم، لما سمعت عن جيوش آشور الزاحفة. ضمن تغلث عدم وصول أي قوات لمساعدتهم، بعد هزيمتهم هزيمة ساحقة في أعالي الفرات. دفع الحصار الفاشل لتشبه، عاصمة أورارتو، إلى تركيز تغلث لجهوده في الغرب. تعرضت مدينة أرباد [الإنجليزية] السورية للحصار في 747 ق.م. وعلى الرغم من أن معظم الجيوش في ذلك الوقت لم تكن قادرة على فرض حصار لأكثر من نصف عام (كان التغيير الموسمي يتطلب عودة الجنود إلى مزارعهم والاعتناء بحقولهم ومواشيهم)، فإن إصلاحات تغلث جعلت جيشه النظامي يستولي على المدينة في السنة الثالثة من الحصار.
حذا تغلث حذو سلفه آشور ناصربال الثاني من خلال قبول الجزية من العديد من المدن في كنعان وسوريا في 738 ق.م. وضمنت ثمار الفتوحات مرة أخرى إمدادات كافية من المواد الخام لتمويل آلة الحرب الآشورية. عندما فرض تغلث حظراً تجارياً على تصدير الأرز الفينيقي إلى مصر، اندلعت تمردات بدعم من مصر في جميع أنحاء المنطقة، والتي سُحقت جميعها مع الاعتراف بسيادة أمة آشور.

## شلمنصر الخامس، 726-722 ق.م. وسرجون الثاني، 721-705 ق.م.

### الأسرة السرجونية

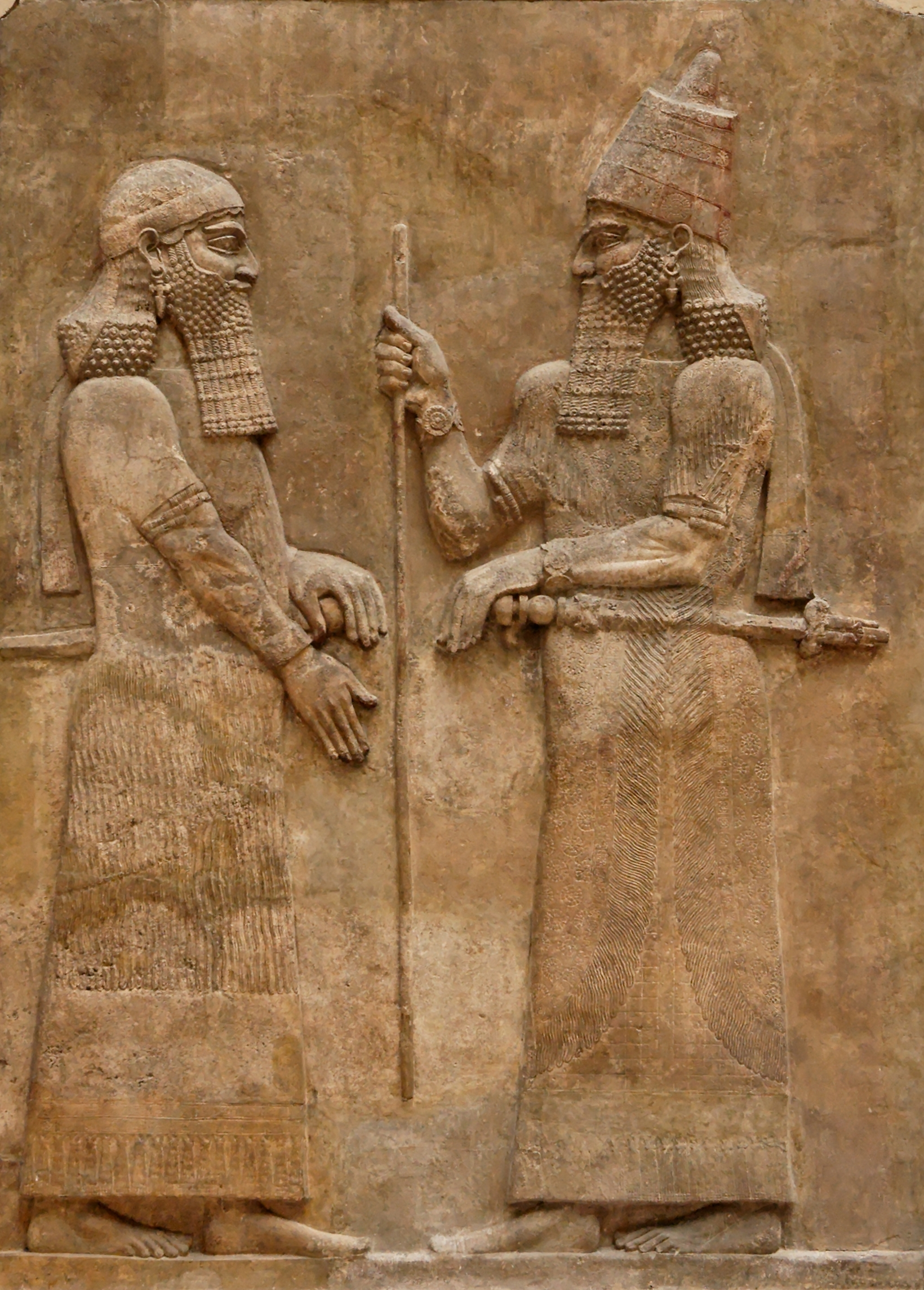
سرجون الثاني (يميناً)، ملك آشور (حكم 722 – 705 ق.م)، مع ولي العهد سنحاريب (يساراً)

إن خلافة سرجون الثاني لتغلث محاطة بالغموض – حيث تذكر حملاته ضد بابل غزواً سابقاً للقدس، عاصمة مملكة يهوذا الإسرائيلية، والترحيل الجماعي لحوالي أكثر من 27000 من السكان إلى أراضي ميديا [الإنجليزية]. والنتيجة الأكثر ترجيحاً هي أن ملكاً آخر قبل سرجون الثاني، ربما يكون شلمنصر الخامس، قد شن حملات في مقاطعات سوريا وفلسطين قبل أن يطيح به سرجون الثاني - الذي كان من شأن تمرده أن يشجع الآخرين في جميع أنحاء الإمبراطورية، بما في ذلك انفصال بابل عن ولاية آشور. ولذلك فإن سرجون الثاني ينسب مجد غزو سلفه لإسرائيل.
على أية حال، اضطر الآشوريون تحت حكم سرجون الثاني إلى شن حملة مرة أخرى في المنطقة المجاورة مباشرة لآشور، مما أدى إلى إثارة التمرد في سوريا (لا شك من أجل الاستفادة من وضع الجيش الآشوري المنشغل مسبقاً). قرر سرجون الثاني التوجه غرباً بعد هزيمة خصومه، بدلاً من هزيمة عيلام بالكامل، حيث اكتفى بكبح قدرتها على شن الحملات لبعض الوقت.
كان التمرد السوري مدعوماً من المصريين (وقد حرضوا حنونه ملك غزة فتمرد) بقيادة حاكم حماة. كما انفصلت مدن دمشق والسامرة وعدد قليل من المدن الفينيقية وتحالفت مرة أخرى لمواجهة التهديد الآشوري. كان التمرد محكوم عليه بالفشل في النهاية. كان التحالف يفتقر إلى القدرة العسكرية على وقف تقدم سرجون السريع جنوباً. حطم سرجون الثاني جيش التحالف في قرقور، بعد الاستيلاء على أرباد، وبذلك انتقم من الجمود العسكري لشلمنصر الثالث. وسقطت حماة، ثم دمشق، ثم السامرة. ثم ذهب سرجون ليأخذ غزة حيث تغلب على قوة الحملة المصرية. وقبض على حنونه وسلخه.
حاول المصريون إثارة التمرد مجدداً في 712 ق.م. لكن المحاولة باءت بالفشل عندما هزم سرجون أشدود، المحرك الرئيسي لهذا التمرد، عبر عمل استباقي. وبعد ذلك أصبحت فلسطين ومعظم المدن الفينيقية تحت السيطرة.
سمحت حملات سرجون العسكرية ضد أورارتو وفريجيا بممارسة نفوذ أكبر في شمال سوريا وفينيقيا.

## سنحاريب 704-681 ق.م
لا يُعرف مدى تمرد مدن صور والمدن الفينيقية الأخرى في عهد سنحاريب. ومع ذلك فمن المعروف أنه في 701 ق.م، سار سنحاريب جنوباً أدنى ساحل البحر المتوسط لقمع التمردات التي قامت بها توابعهم الفلستية، بدعم من مملكة يهوذا. استسلمت المدن الفلستية بعد هزيمة قوة حملة مصرية أخرى، وعرضت الجزية مرة أخرى، حيث تتحدث السجلات عن جلب العديد من «المدن» المعادية (التي كان بعضها أشبه بالقرى) «تحت قدمي [سنحاريب]». وربما شمل ذلك عدداً من المدن الفينيقية في لبنان. ومع ذلك، فإن التوابع في المنطقة لم تتوقف عن التمرد، كما تمردت بابل وعيلام وأورارتو ضد آشور، بينما استمرت مصر في تقديم المساعدة للمتمردين.

## آسرحدون 680 – 669 ق.م
سمح إعادة بناء بابل، التي قام بها آسرحدون ومعاهدته التبعية المفروضة على الفرس والميديين، بجذب انتباهه إلى مدينة صور المتمردة (بمساعدة مصرية). خرج آسرحدون لقتال الفرعون طهارقة في مصر، ملك الأسرة الكوشية الأجنبية في 671 ق.م. بقي جزء من جيشه في الخلف للتعامل مع التمردات في صور، وربما عسقلان. أما بقيته فقد اتجهت جنوباً إلى رابيحو، ثم عبروا سيناء، وهي صحراء تسكنها حيوانات مخيفة وخطيرة، ودخلوا مصر. واستولوا على منف خلال ذلك الصيف، وفر طهارقة عائداً إلى النوبة. أطلق آسرحدون حينها على نفسه لقب «ملك مصر وليبيا وكوش»، وعاد بغنائم غنية من مدن الدلتا؛ وصنع شاهد نصر [الإنجليزية] في هذا الوقت، يُظهر الأمير أوشانكورو ابن طهارقة في الأسر.

## آشوربانيبال 668 – 627 ق.م

نقش لآشوربانيبال، من قصر في نينوى.

كان آشوربانيبال آخر ملك آشوري قادر على شن حملة في فينيقيا وجزء كبير من آرام. فسار بجيشه إلى مصر (من أجل حماية سوريا) وهزم خصومه المتمردين هناك وعين أمراء تابعين على العرش. فشلت المحاولات المصرية للاستيلاء على منف فشلاً ذريعاً مع تقدم آشوربانيبال جنوباً إلى صعيد مصر والاستيلاء على طيبة «كالسيل الجارف». تزامنت حملته على مصر مع محاولة أخرى لمنع صور وأرواد من التمرد دون معاقبتهما بعد ذلك. خرجت آرام وفينيقيا تدريجياً من الهيمنة الآشورية مع وفاة آشوربانيبال في 627 ق.م، حيث انخرطت آشور في حرب أهلية مريرة شهدت سقوطها بحلول 605 ق.م. ومن المفارقات أن المصريين، الذين كانوا تابعين سابقين للآشوريين، هم من حاولوا مساعدة الآشوريين أثناء نقلهم عاصمة مملكتهم المنهارة إلى حران.
جعل سقوط الإمبراطورية الآشورية بابل ثم بلاد فارس تحكم فينيقيا وكنعان وآرام لغاية بداية الفترة الهلنستية على يد الإسكندر الأكبر المقدوني.